# Димитрій Палеолог
Димитрій (Деметрій) II Палеолог (грец. Δημήτριος Β΄ Παλαιολόγος; 1407 — 1470) — 7-й деспот Мореї в 1428—1460 роках, деспот Лемноса в 1425—1440 роках, деспот Месембрії в 1440—1451 роках.

## Життєпис

### Молоді роки
Походив з династії Палеологів. Сьомий син візантійського імператора Мануїла II і Олени Драгаш. Народився 1407 року. 1422 року отримав від свого батька у володіння острів Лемнос, але відмовився там жити, і у 1423 році втік до угорського короля Сигізмунда Люксембурга. У 1425 році повернувся, перебрався на Лемнос, отримавши титул деспота. 1428 року номінально став співдеспотом Мореї разом з братами Феодором II і Костянтином.

### Боротьба за владу
1437 року супроводжував брата — імператора Іоанна VIII до Італії, де 1439 року брав участь під час укладання Флорентійської церковної унії. Оскільки Димитрію не вдалося завадити її укладанню, то він без дозволу імператора самостійно повернувся на Лемнос.
1440 року за наказом Іоанна VIII втратив Лемнос, замість цього став деспотом невеличкого портовогом іста Месембрія. 1442 року уклав союз з османським султаном Мурадом II, який надав війська для захоплення Димитрієм влади. Останній планував використати антиуніатські настрої для повалення Іоанна VIII. Той закликав на допомогу брата Костянтина, з яким відбив напад Димитрія. Той потрапив у полон, але згодом був звільнений.
У жовтні 1448 року після смерті Іоанна VIII, оскільки спадкоємець Костянтин знаходився в Мореї, Димитрій спробував захопити трон. Втім зазнав невдачі через втручання його матері Олени Драгаш.

### Деспот Мореї
У 1449 році новий імператор Костянтин XI віддав Димитрію половину Морєї, щоб відправити його подалі від Константинополя. Іншу половину отримав молодший брат Фома.
Протистояння між братами призвело до послаблення Морейського деспоатту. Тому їм довелося визнати зверхність Османської імперії. Це дозволило 1453 року після падіння Константинополя зберегти владу. Втім вже 1455 року піддався умовлянням співдеспота Фоми, відправивши посольство до Папського престолу, де підтримав антиосманський хрестовий похід. Для посилення підтримки пообіцяв влаштувати шлюб між своєю донькою та представником Арагонської династії, що панувала в Неаполі. Але похід так не відбувся.
Османський султан Мехмед II Фатіх почав поступово приєднувати християнські держави Балканського півострова до імперії. 1458 року захоплено було Афінське герцогство, що перебувало на шляху до Пелопоннесу. Того ж року османи після запеклого спротиву захопили Коринф. За цим на Димитрія та його брата Фому було накладено збільшену данину, а Коринф, Патри та більшу частину північнозахідного Пелопоннесу було приєднано до османських володінь. Димитрій Палеолог остаточно обрав проосманську політику, що 1459 року причинило проти нього війну брата Фоми. Боротьба точилася в центрі півострова, але жодна зі сторін не домоглася успіху.
1460 року війська під орудою Махмуд-паши Ангеловича вдерлися до кордонів Мореї. Димитрій II відправив до нього свого шварга Дмитра Асена з подарунками, але того було арештовано. Махмуд-паша оточив Містру, столицю деспотата. Зрештою Димитрій здався, але його брат Фома закріпив в Наварині.

### Останні роки
Димитрія Палеолога було відправлено до Стамбула. Невдовзі отримав острови Лемнос і Імброс, частини островів Тасос й Самофракія, місто Енос, дохід від соляних варниць Енеза. Протягом 7 років колишній деспот мешкав в Еносі, приділяючи увагу лише бенкетам та розвагам.
У 1463 році султан планував стратити Палеолога за те, що його шварг Матвій Асен приховав частину доходів від соляних варниць, але Махмуд-паша відмовив від цього. Замість страти у нього були відібрані землі, був позбавлений всіх доходів і відправлений до Дідімотіхону, де він проживав у скруті. Через рік Дмитру було призначено річне утримання в 50 тис. сріблом. Незабаром Димитрій Палеолог разом із дружиною прийняв чернецтво, прийнявши ім'я Давид. Помер 1470 року в монастирі в Едірне.

## Родина
1. Дружина — Зоя Параспонділ
дітей не було
2. Дружина — Феодора, донька Павла Асена
Діти:
- Олена (1442—1469), наложниці османського султана Мехмеда II